# Đại Pháp quan Thụy Điển
Đại Pháp quan (tiếng Thụy Điển: Rikskansler) là chức vụ nổi bật và có ảnh hưởng ở Thụy Điển, từ năm 1538 cho đến năm 1799, không bao gồm các giai đoạn khi chức vụ này bị loại bỏ. Người nắm giữ chức vụ này là một thành viên của Hội đồng Cơ mật. Từ năm 1634, Đại Pháp quan là một trong năm Đại quan chức Vương quốc, là thành viên nổi bật nhất của Hội đồng Cơ mật và đứng đầu một nhánh chính phủ, mỗi Đại Pháp quan đứng đầu Hội đồng Cơ mật. Năm 1792, hơn một thế kỷ sau khi bãi bỏ chức vụ này năm 1680, chức vụ đã được tái lập nhưng cuối cùng sau đó bị bãi bỏ bảy năm sau đó vào năm 1799.